# Carta Nacional Palestina
El Pacto Nacional Palestino o Carta Nacional Palestina (árabe: الميثاق الوطني الفلسطيني; transliterado: al-Mithaq al-Watani al-Filastini) es el pacto o carta de la Organización de Liberación de Palestina (OLP). El Pacto es un documento ideológico, escrito en los primeros días de la OLP.
La primera versión fue adoptada el 28 de mayo de 1964. En 1968 fue reemplazada por una versión completamente revisada. En abril de 1996, muchos artículos que eran incompatibles con los Acuerdos de Oslo fueron total o parcialmente anulados.

## Historia
Tras un proyecto de Constitución de 1963, la primera versión de la Carta fue escrita por Ahmed Shukeiri, el primer presidente de la OLP, utilizando el nombre ligeramente diferente de al-Mithaq al-Qawmi al-Filastini, destinado a reflejar sus orígenes en el panarabismo de Nasser. La primera traducción oficial al inglés tradujo al-Mithaq como "pacto", mientras que las versiones posteriores tendieron a utilizar "carta". (La palabra al-Qawmi cambió a al-Watani en 1968. Ambas se traducen como "nacional" en inglés).
La Carta Nacional Palestina fue adoptada el 28 de mayo de 1964, estableciendo la Organización de Liberación de Palestina, en Jerusalén (este) junto con otro documento, conocido como Constitución Básica, Ley Básica o Ley Fundamental de la OLP, basado en una anterior. Proyecto de Constitución. La Carta se ocupa principalmente de los objetivos de la Organización de Liberación de Palestina, mientras que la Ley Fundamental se ocupa más de la estructura y los procedimientos de la organización.
La Carta fue modificada ampliamente, con siete artículos nuevos, en 1968 a raíz de la guerra de los Seis Días y se le dio su nombre actual. En comparación con su predecesor, se centró más en la identidad nacional independiente y el papel de vanguardia del pueblo palestino, liderado por la OLP, en su "liberación de su patria" mediante la lucha armada. El artículo 7 del documento anterior fue cambiado de "Los judíos de origen palestino son considerados palestinos..." a estar restringido sólo a aquellos "que habían residido en Palestina hasta el comienzo de la invasión sionista". El artículo final que establece que sólo puede ser modificado mediante el voto de una mayoría de dos tercios del Consejo Nacional Palestino (CNP) en una sesión especial convocada para ese propósito que se mantuvo sin cambios.
También se modificó la Ley Fundamental, haciéndola más democrática, eligiendo a todo el comité ejecutivo por el PNC, en lugar de solo al presidente, separando el cargo de presidente del PNC del presidente del comité ejecutivo y afirmando la autoridad del ejecutivo. comité sobre el ejército. Más tarde, (Hirst, 2003, p. 427), una prometida enmienda a los estatutos basada en la doctrina de Fatah "que todos los judíos [sin restricción de fecha]... tendrían derecho a la ciudadanía palestina" fracasó debido a disputas doctrinales sobre el significado preciso de la naturaleza del Estado democrático propuesto.[cita requerida]
La Carta de 1968 también eliminó la Cláusula 24 de 1964 que comenzaba: "Esta Organización no ejerce ninguna soberanía territorial sobre Cisjordania en el Reino Hachemita de Jordania, en la Franja de Gaza o en el Área de Himmah". Es decir, la Carta en su forma original de 1964 no hacía reclamos territoriales sobre Cisjordania o Gaza.

## Acontecimientos antes de 1998

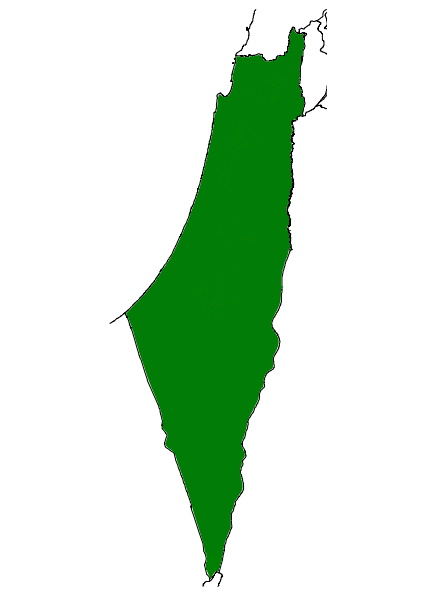
Los límites del Mandato Británico de Palestina

Israel siempre se ha opuesto firmemente a la Carta, que describe el establecimiento del Estado de Israel como "completamente ilegal" (Art. 19), considera a Palestina, con sus fronteras originales del Mandato, como la patria indivisible del pueblo árabe palestino (1– 2), insta a la eliminación del sionismo en Palestina (Art. 15) e insta firmemente a la "liberación" de Palestina.
El 14 de diciembre de 1988, tras las protestas provocadas por su discurso del 13 de diciembre en la Asamblea General, Yasser Arafat convocó una conferencia de prensa en Ginebra para aclarar su declaración anterior mencionando específicamente el derecho de todas las partes involucradas en el conflicto del Oriente Medio a existir en paz y seguridad. incluido el Estado de Palestina, Israel y sus vecinos. También renunció al terrorismo.
Israel desestimó estas declaraciones de moderación de Arafat y la resolución del CNP en Argel de 1988 (que habían sido suficientes para abrir un diálogo con los Estados Unidos) como "ejercicios de propaganda engañosa" porque (entre otras objeciones), "el Pacto de la OLP no ha cambiado". " En mayo de 1989, Arafat, en una declaración criticada más tarde por Edward Said por estar más allá de su autoridad y ser propiamente un asunto de la PNC, dijo a un entrevistador de la televisión francesa "C'est caduc", queriendo decir que ella, la Carta, estaba obsoleta. Roland Dumas, entonces ministro francés de Asuntos Exteriores, afirmó en varias entrevistas que fue él quien enseñó a Arafat el significado de la palabra francesa caduc en una reunión, por lo que Arafat nada más salir de la reunión la utilizó en su famosa declaración del 2 de mayo de 1989. , habiendo sido persuadido por el argumento de Dumas.
En agosto de 1993, el primer ministro israelí Yitzhak Rabin insistió en cambios a la Carta como parte de los Acuerdos de Oslo. Tras el compromiso de Yasser Arafat de "presentar al Consejo Nacional Palestino para su aprobación formal" los cambios a la Carta que confirman que "aquellos artículos del Pacto Palestino que niegan el derecho de Israel a existir, y las disposiciones del Pacto que son incompatibles con los compromisos de esta carta ahora es inoperante y ya no es válida" en las cartas de reconocimiento mutuo del 9 de septiembre de 1993, el PNC se reunió en Gaza y votó el 24 de abril de 1996. La decisión fue adoptada por votación de: 504 a favor, 54 en contra y 14 abstenciones. La traducción oficial al inglés utilizada por Israel, la OLP y Estados Unidos dice:

A. Se modifica la Carta Nacional Palestina cancelando los artículos que sean contrarios a las cartas intercambiadas entre la OLP. y el Gobierno de Israel del 9 al 10 de septiembre de 1993. B. Asigna a su comité jurídico la tarea de redactar de nuevo la Carta Nacional Palestina para presentarla a la primera sesión del Consejo Central Palestino."

Hubo un tiempo en que el texto de la Carta en el sitio web oficial de la Autoridad Nacional Palestina adjuntó estas enmiendas al texto de la Carta de 1968; el proceso de nueva redacción al que se refiere la segunda enmienda aún no ha concluido.
Una versión anterior de la traducción anterior todavía está disponible en el sitio web del Consejo Palestino Americano. El texto pertinente dice:

El PNC celebró una sesión especial el 24 de abril de 1996 y escuchó el informe elaborado por el comité legal, revisó las condiciones políticas actuales que enfrentan el pueblo palestino y las naciones árabes, y así el [ [Consejo Nacional Palestino|PNC]] decidió: "Dependiendo de la Declaración de Independencia y la declaración política adoptada por el PNC en su 19º período de sesiones en Gaza el 11 de noviembre de 1988, que hacía hincapié en resolver conflictos por medios pacíficos y adoptando el principio de dos estados, el PNC decide: 
Primero: Enmendar los artículos de la Carta Nacional que contradicen las cartas intercambiadas entre la OLP y el gobierno de Israel del 9 al 10 de septiembre de 1993. 

Segundo: El PNC autoriza al Comité Jurídico a redactar un nuevo estatuto que será presentado en la primera reunión que celebrará el Consejo Central."

Esta versión anterior había aparecido en el sitio web del ministro de Información de Palestina. Muchos comentaristas señalaron que el texto sólo indicaba una decisión de enmendar la carta, no una enmienda real. Desde entonces, los sitios web oficiales palestinos han reemplazado la vaga traducción con la versión concreta citada anteriormente.
Yitzhak Rabin dijo en un discurso ante la Knesset el 5 de octubre de 1995, en el momento de la ratificación del Acuerdo Interino de Oslo II: "La Autoridad Palestina no ha cumplido hasta ahora su compromiso de cambiar el Pacto Palestino... Creo que estos cambios son una prueba suprema de la voluntad y capacidad de la Autoridad Palestina, y los cambios requeridos serán una piedra de toque importante y seria vis-à-vis la implementación continua del acuerdo en su conjunto".
Cuando este gobierno fue reemplazado por el gobierno del Likud de Benjamín Netanyahu, la cuestión nuevamente se volvió aún más controvertida, y la demanda de Israel de mayor claridad y precisión finalmente se expresó en el Memorando de Wye River. (Ver más abajo, Acontecimientos de 1998

## Acontecimientos de 1998 y posteriores

### Cláusulas relativas a Israel
Yasser Arafat escribió cartas al Presidente Clinton y al primer ministro Blair en enero de 1998 enumerando explícitamente los artículos de la Carta a los que se hizo referencia en la votación del PNC de 1996. Si bien esto fue visto como un progreso en algunos sectores, otros funcionarios palestinos sostuvieron que la Carta aún no había sido enmendada y, según informes, también había discrepancias entre las dos cartas. 
El lenguaje operativo de la carta de Arafat a Clinton dice:

La resolución del Consejo Nacional Palestino, de conformidad con el artículo 33 del Pacto, es una enmienda integral del Pacto. Todas las disposiciones del Pacto que sean incompatibles con la O.L.P. El compromiso de reconocer y vivir en paz junto a Israel ya no está en vigor. Como resultado, los artículos 6 a 10, 15, 19 a 23 y 30 han sido anulados, y las partes de los artículos 1 a 5, 11 a 14, 16 a 18, 25 a 27 y 29 que son incompatibles con lo antes mencionado También se han anulado compromisos. 

Los artículos identificados por Arafat como un llamado anulado a la unidad palestina en la lucha armada, niegan la legitimidad del establecimiento de Israel, niegan la existencia de un pueblo judío con una conexión histórica o religiosa con Palestina y etiquetan al sionismo como racista, imperialista, fanático, movimiento político fascista, agresivo y colonialista que debe ser eliminado del Medio Oriente por el bien de la paz mundial.
Los observadores que anteriormente se habían mostrado escépticos ante las afirmaciones palestinas de que la Carta había sido enmendada continuaron expresando dudas. En un intento por poner fin a la confusión, el Memorando de Wye River incluyó la siguiente disposición:

Les agradezco su rechazo –plena, definitiva y para siempre– de los pasajes de la Carta Palestina que piden la destrucción de Israel. Porque eran los fundamentos ideológicos de una lucha a la que se renunció en Oslo. Al revocarlos de una vez por todas, han enviado, repito, un poderoso mensaje no al gobierno, sino al pueblo de Israel. Allí tocarás a la gente en la calle. Allí llegarás a sus corazones.

Al igual que el presidente Clinton, Israel y el partido Likud ahora acordaron formalmente que las cláusulas objetables de la carta habían sido derogadas, en declaraciones oficiales y declaraciones del primer ministro Netanyahu, el ministro de Relaciones Exteriores Sharon, el ministro de Defensa Mordejai y el ministro de Comercio e Industria Sharansky. Con las objeciones oficiales israelíes a la Carta desapareciendo en adelante de las listas de violaciones palestinas de los acuerdos, la controversia legal internacional terminó.
A pesar del optimismo del Presidente Clinton, los acontecimientos de 1998 no resolvieron completamente la controversia de la Carta. Un informe de junio de 1999 del Ministerio de Información de la Autoridad Palestina sobre el estado de la Carta no hizo mención de los acontecimientos de 1998 y los principales palestinos siguen afirmando que la Carta aún no ha sido enmendada.[cita requerida]
En 2001 apareció el primer borrador de una constitución autorizada por el Comité Central de la OLP, que pedía respeto por las fronteras y los derechos humanos y civiles tal como los define el derecho internacional.

### Con respecto a la reforma de la OLP
En marzo de 2005, representantes de 13 facciones palestinas, incluidas Fatah, Hamás, Jihad Islámica, FPLP y FDLP, adoptaron una declaración de seis párrafos conocida como la "Declaración de El Cairo". La declaración prevé una reforma de la OLP para incluir a todas las potencias y facciones palestinas.
Para implementar estas reformas se decidió formar un comité compuesto por el presidente del PNC, los miembros del Comité Ejecutivo, los secretarios generales de todas las facciones palestinas y personalidades nacionales independientes. El Presidente de la OLP-CE tiene la tarea de convocar este comité.
El acuerdo fue reconfirmado varias veces en los años siguientes, pero hasta 2015 no había habido pasos concretos hacia su implementación.

## Vistas israelíes
Aunque el PNC se reunió en Gaza el 24 de abril de 1996, no revocó ni cambió el pacto, sino que sólo emitió una declaración diciendo que había quedado obsoleto y que una parte indefinida del mismo sería reescrita en una fecha indeterminada en el futuro. Mientras que el comunicado de prensa en inglés afirmaba que el Pacto de la OLP era "por la presente modificado", la versión árabe de la carta de Yassir Arafat sobre esta declaración decía:

Se ha decidido: 1. Modificar la Carta Nacional Palestina cancelando los artículos que sean contrarios a las cartas intercambiadas entre la OLP y el Gobierno de Israel, los días 9 y 10 de septiembre de 1993. 2. El PNC nombrará un comité jurídico con la tarea de redactar de nuevo la Carta Nacional. La Carta será presentada en la primera reunión del Consejo Central.

The New York Times y otros citaron un lenguaje similar (la frase ambigua decide enmendar se cita en lugar de modificarse por la presente):

Formalmente, la resolución adoptada por el consejo constaba de dos cláusulas simples. El primero declaró que el consejo "decide modificar el Pacto Nacional Palestino cancelando cláusulas que contradicen las cartas intercambiadas entre la OLP y el Gobierno israelí". El segundo ordenaba que se redactara una nueva carta en el plazo de seis meses. 

"Peace Watch", una organización israelí que se declara "una organización israelí apolítica e independiente que supervisa el cumplimiento bilateral de los acuerdos entre Israel y la OLP",emitió la siguiente declaración:

La decisión no cumple con las obligaciones establecidas en los acuerdos de Oslo en dos aspectos. En primer lugar, la enmienda propiamente dicha del Pacto se ha dejado para una fecha futura. A partir de ahora, el antiguo Pacto, en su forma original, sigue siendo el documento rector de la OLP, y continuará en este estado hasta que las enmiendas sean realmente aprobadas... Hay una marcada diferencia entre pedir que algo cambie y realmente implementar los cambios. En segundo lugar, la decisión no especifica qué cláusulas se modificarán.

## Vistas palestinas
Según se informa, un documento interno de la OLP del Departamento de Investigación y Pensamiento de Fatah declaró que cambiar el Pacto habría sido un "suicidio para la OLP" y continuó:

El texto del Pacto Nacional Palestino permanece como estaba y no se le hizo ningún cambio. Esto ha provocado que se congele, no se anule. La redacción del nuevo Pacto Nacional tendrá en cuenta el grado de cumplimiento israelí de sus obligaciones anteriores y futuras... Se esperan actos malvados y corruptos del lado israelí... El hecho de que el PNC no celebrara una sesión especial para Hacer cambios y enmiendas en el texto del Pacto Nacional en esta etapa... se hizo para defender el nuevo Pacto de la influencia de la actual dictadura israelí. 

En enero de 1998, antes de la segunda reunión de Gaza, Faisal Hamdi Husseini, jefe del comité jurídico designado por el PNC, declaró: "Se ha tomado la decisión de cambiar el Pacto. El cambio aún no se ha llevado a cabo". La AP informó que:

En un acontecimiento sorprendente, el Comité Ejecutivo de la OLP decidió no tomar ninguna medida para enmendar artículos en su carta... El ministro de Información palestino, Yasser Abd Rabbo, no dio ninguna razón por la cual el comité no actuó sobre la carta.

UNISPAL, citando a AFP y Reuters informó que:

El Comité Ejecutivo de la OLP, reunido en Ramallah, no tomó ninguna medida para enmendar artículos de la Carta Palestina que Israel considera que buscan su destrucción. El Ministro de Información de la Autoridad Palestina, Yasser Abed Rabbo, dijo a los periodistas que el comité sólo había "revisado" una carta que el presidente Arafat de la Autoridad Palestina había entregado al presidente Clinton, en la que se enumeraban las cláusulas constitucionales anuladas por el Consejo Nacional Palestino.

El portavoz de la OLP, Marwan Kanafani, fue grabado en vídeo diciendo a los periodistas: "Esto no es una enmienda. Es una licencia para iniciar una nueva carta".
En 2009, funcionarios de Fatah, entre ellos Azzam al-Ahmad y Nabil Shaath, confirmaron que la Carta permanecería sin cambios.

### Documentos
- Declaración de Proclamación de la Organización (1964)
- Carta Nacional Palestina (1968) publicada por El Proyecto Avalon en la Facultad de Derecho de Yale
- Carta Nacional Palestina (1964) publicada por la Misión Permanente de Observación de Palestina ante las Naciones Unidas Naciones
- Programa Político de la OLP Adoptado en la 12ª Sesión del Consejo Nacional Palestino El Cairo, 8 de junio de 1974 publicado por la Misión Permanente de Observación de Palestina ante las Naciones Unidas]
- Decisiones y Acciones relacionadas con la Carta Nacional Palestina (1996) publicado por la Misión Permanente de Observación de Palestina ante las Naciones Unidas]
- Carta de Yassar Arafat al presidente Clinton, 13 de enero de 1998
- Anuario de las Naciones Unidas 1998 – En relación con los cambios  (enlace roto disponible en este archivo).

### Análisis
- Otra traducción del borrador de la constitución de 2003, con comentarios del Centro Palestino de Investigación Política y Encuestas
- [Un archivo de Wayback Machine de un cierto] Comentario sobre la Carta Nacional Palestina publicado por AICE, también llamada posteriormente Biblioteca Virtual Judía. (Vea esta explicación del cambio de nombre de AICE a "Jewish Virtual Library".)

- Datos: Q1961176